# Zelotes similis
Zelotes similis är en spindelart som först beskrevs av Kulczynski 1887.  Zelotes similis ingår i släktet Zelotes och familjen plattbuksspindlar. Utöver nominatformen finns också underarten Z. s. hungaricus.